# 光果银莲花
光果银莲花（学名：Anemone baicalensis var. glabrata）为毛茛科银莲花属下的一个变种。